# Waiwera

Waiwera est une localité située dans le nord de la région d’Auckland dans l’Île du Nord de la Nouvelle-Zélande.

## Situation
Waiwera est à 6 km au nord de Orewa, à 6 km au sud-est de Puhoi, à 23 km au sud-est de Warkworth et à approximativement 35 km du centre-ville d’Auckland. 
La ville siège sur les berges de la rivière aussi appelée Waiwera. 
À moins d’1 kilomètre au nord du changement de route vers l’embranchement de Waiwera se trouve l’entrée du Parc régional de Wenderholm (en), qui est situé sur le côté le plus éloigné du promontoire vers de nord de l’embouchure de la rivière Waiwera

## Toponymie
Le nom de la ville est un mot d’origine Māori et signifie “eau chaude (Hot Water)" (Wai = eau et Wera = chaud) .

## Histoire
Sa principale caractéristique est la présence de sources d’eaux chaudes, sources d’eau chaude (en), qui étaient bien connues dès la période pré-européenne et réputées comme étant visitées par les māori venant de loin comme du secteur de Thames. 
Le premier colon européen à promouvoir les sources fut Robert Graham (en), qui y établit un établissement de santé en 1848. 
Durant la fin du XIXe siècle, il y avait un service régulier de ferry à vapeur en provenance de la cité d’Auckland .